# Kotlassia
Kotlassia es un género extinto de tetrápodos reptiliomorfos. Sus fósiles fueron hallados en Rusia. Los estratos donde fueron hallados datan del Pérmico Superior. Junto a muchas especies animales desapareció a finales del Pérmico en la llamada Extinción masiva del Pérmico-Triásico.

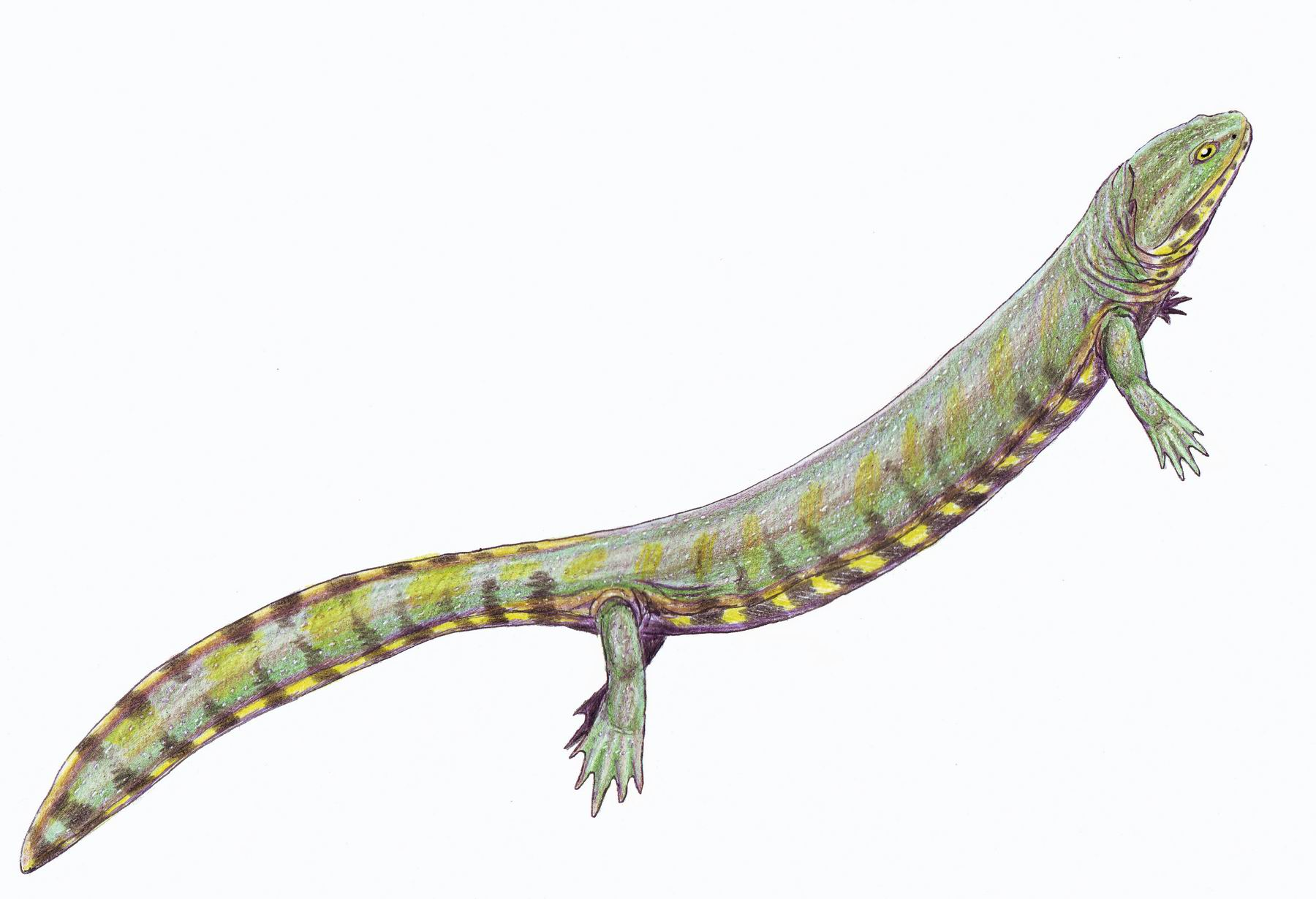
Kotlassia prima